# Nitidella laevigata
Nitidella laevigata är en snäckart som först beskrevs av Carl von Linné 1758.  Nitidella laevigata ingår i släktet Nitidella och familjen Columbellidae. Inga underarter finns listade i Catalogue of Life.